# 橡胶压延成型
压延成型是高分子材料加工中的重要工艺过程之一，而橡胶压延成型是橡胶加工的基本工艺之一。

## 压延成型

### 压延成型的定义
压延是高分子材料加工中重要的基本工艺过程之一，也是某些高分子材料（如橡胶、热塑性塑料）半成品及成品的重要加工成型方法之一。压延成型是将加热塑化的热塑性塑料通过两个或两个以上相向旋转的辊筒间隙，使其连续成型为规定尺寸的薄膜或片材的一种方法。用于压延成型的材料主要是热塑性非晶态塑料和部分橡胶。

### 压延成型的特点
压延成型具有比较大的生产能力（可连续生产，也宜自动化生产），所得产品质量较好（所得薄膜质量优于吹塑薄膜和T型挤出薄膜），可制取复合材料（涂层纸、人造革等），还可印刷花纹等。但是压延成型所需加工设备庞大，精度要求高，还需较多辅助设备，同时所得制品的宽度受压延机辊筒最大工作长度的限制。

## 压延原理
压延过程是物料在压延机辊筒的挤压力作用下发生塑性流动变形的过程。所以必须了解压延时物料在辊筒间的受力状态和流动变形规律（如物料进入辊距中的条件、压延效应、压延后的收缩变形等），才能掌握压延过程的规律。在压延成型过程中，借助于辊筒间产生的剪切力，让物料多次受到挤压、剪切以增大可塑性，在进一步塑化的基础上延展成为薄型制品。在压延过程中，受热熔化的物料由于与辊筒间的摩擦和本身的剪切摩擦会产生大量热，局部过热会使塑料发生降解，因而应注意辊筒温度、辊速比等，以便能很好的控制。

## 压延设备
压延机压延生产中的关键设备。压延机的辊筒数目，至少有三辊，也有四辊或五辊；以三辊和四辊用得最普遍。五辊主要用在硬质片材的生产上，一般用得较少。辊筒的排列方式有三角型、L型、逆L型、正Z型、斜Z型、直线型等。压延机主要由机体、辊筒、挡料装置、传动系统、安全系统和加热冷却装置等组成。机体主要起支承作用，包括机架和机座；辊筒起压延成型作用是压延机最主要的部件。
此外，还有主机加热及温度控制装置、冷却装置、引离卷取装置、输送带、刻花装置、金属检验器、β射线测厚仪等以及轴交叉装置、预应力装置等。

## 压延工艺过程
整个压延过程可分为两个阶段：供料阶段（包括塑料各组分的捏合、塑化、供料等）和压延阶段（包括压延、牵引、刻花、冷却定型、输送、切割、卷取等工序）。但不是所有制品都要经历这些阶段中的所有工序，片材只需经过切割，就制成成品。因此可见压延过程实际上是各种加工步骤组合而成的一套连续生产线。压延制品通常可分为软质薄膜和硬质片材两种。由于它们的配方和品种的不同，所以生产工艺和工艺条件有所不同，然而基本原理相同。

### 橡胶压延工艺
橡胶的压延工艺包括将胶料制成一定厚度和宽度的胶片；在胶片上压出某种花纹，以及在作为制品结构骨架的织物上覆上一层薄胶（如插胶、贴胶）等

#### 压延准备工艺
（1）胶料的热炼及供料：混炼后的胶料经过长时间的停放后变得又冷又硬，塑性流动性很差，所以在压延前须重新预热软化，提高塑性流动性。而且在适当提高其可塑性时也可使胶料进一步均化，这就是胶料混炼的目的。（2）纺织物的干燥：纺织物的含水率一般较高，压延纺织物的含水率一般要求控制在1%～2%的范围内，最大不能超过3%，否则会降低胶料与纺织物的结合强度。所以压延之前须对纺织物进行干燥处理。（3）尼龙、聚酯帘线的热伸张处理：尼龙、聚酯帘线的热伸缩性大，为保证帘线尺寸稳定性，必须进行热伸张处理；压延过程中也要对其施加一定的张力，防止其高温下的热伸缩变形。

#### 压延工艺
根据产品的种类和外观的不同，具体压延工艺有压片、压型、帘布贴胶和帆布擦胶。（1）压片：很多橡胶制品制造过程中所需的半成品（如胶管、胶带、轮胎的缓冲胶片等），它们都是通过压片来制造的。（2）压型：压型结束后，胶料为具有一定花纹、一定断面形状的半成品。压型工艺主要用于制造胶鞋大底、力车轮胎面、胎侧等。（3）帘布贴胶：帘布是轮胎的骨架材料，对轮胎性能有十分重要的作用。为发挥作用，帘布层与帘布层、帘布层与胶料必须结合成一个整体，而帘线与帘线之间又能相互隔离，不会互相磨损，这可以通过贴胶实现。（4）帆布的擦胶：擦胶是相向运动的辊筒速度不一样，有速比。靠速比所产生的剪切力和辊筒的压力把胶料擦到纤维纺织物的缝隙中，这样可以大大提高纺织物与胶料的黏着力。

## 几种橡胶的压延特性

### 天然橡胶
天然橡胶热塑性大、收缩率较小，压延容易。天然橡胶的另一特点是易向热辊粘附，压延时应适当控制各辊筒的温差就能使胶片在辊筒间顺利转移。

### 丁苯橡胶
丁苯橡胶收缩率较天然胶大，因此用于压延的胶料必须充分塑炼。胶料中增加软化剂或掺入少量天然橡胶是减少收缩的有效方法。此外，由于收缩快二裹入的空气多，因而气泡多又难于排除也是丁苯橡胶压延的一个特点。

### 氯丁橡胶
氯丁橡胶对温度敏感性大，通用橡胶在70～90℃时因胶粘辊而不易压延。为此，解决粘辊问题必须掌握辊温，即在低于或高于此温度范围进行操作。

### 丁腈橡胶
丁腈橡胶压延时收缩剧烈、表面凹凸不平，应适当调整配方，并增加热炼时间。

### 顺丁橡胶
顺丁橡胶压延收缩率较大，与天然胶橡胶混用可降低。

### 丁基橡胶
丁腈橡胶压延时难以排除空气，收缩率和弹性比较大，易出现表面粗糙的毛病，所以应采用高温压延。